# Przemęt (powiat Wolsztyński)
Przemęt is een dorp in de Poolse woiwodschap Groot-Polen. De plaats maakt deel uit van de gemeente Przemęt en telt 1600 inwoners.

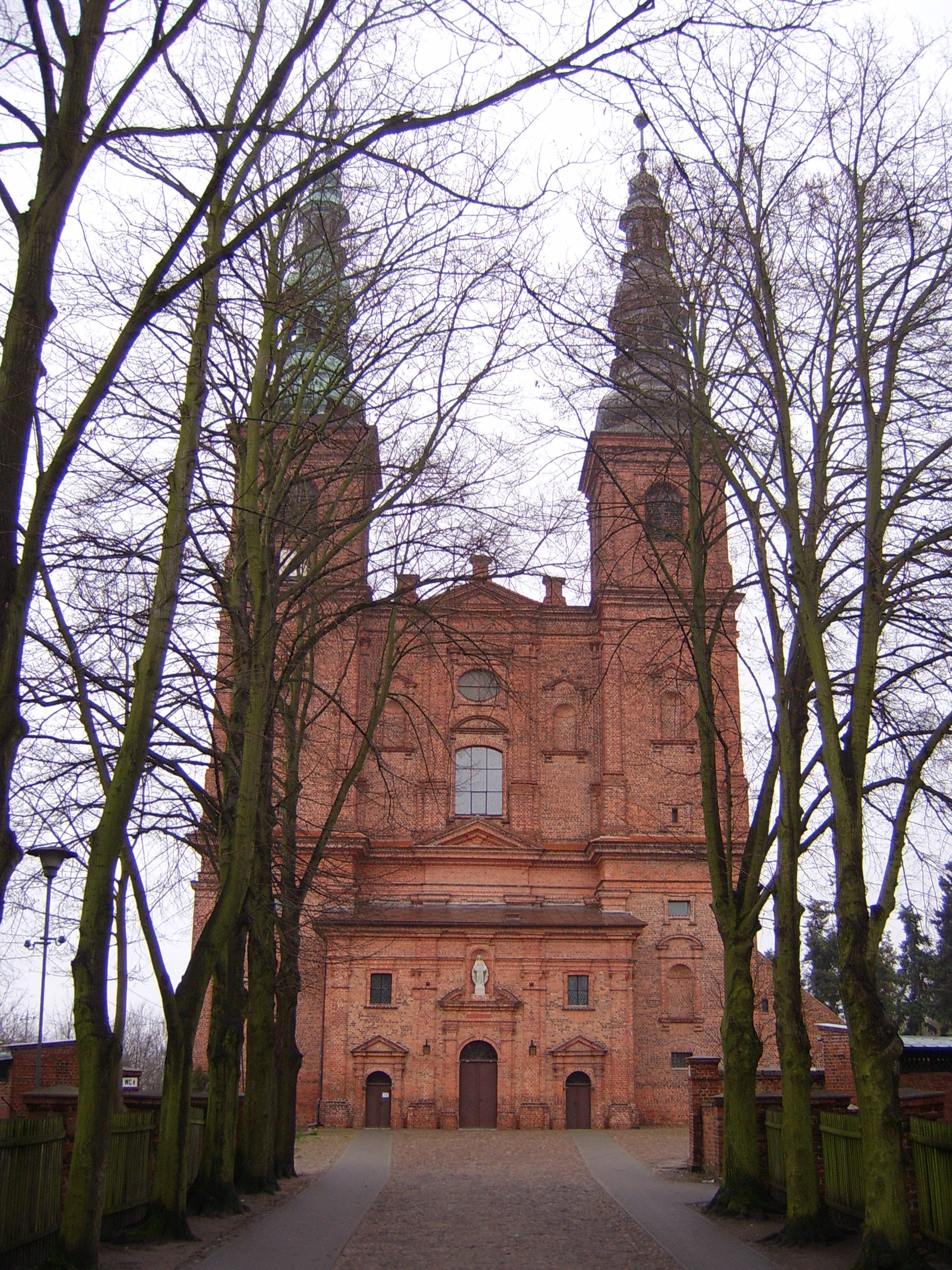
Kerk in Przemęt